# ارکستر سمفونیک یوتیوب
ارکستر سمفونیک یوتیوب (به انگلیسی: YouTube Symphony Orchestra) با نام اختصاری (YTSO) یک ارکستر سمفونیک است که از طریق شرکت هنرمندان متقاضی کار در یک جلسۀ امتحانیِ آن‌لاین ترتیب داده می‌شود. برگزارکنندگان و ممتحنان این جلسه، نهاد یوتیوب و ارکستر سمفونی لندن و چند تن دیگر از همکاران بین‌المللی آن‌ها هستند. ارکستر سمفونی یوتیوب نخستین ارکستری است که از طریق همکاری اینترنتی ایجاد شده‌است.
این ارکستر مشترک، در تاریخ ۱ دسامبر ۲۰۰۸ راه‌اندازی شد.